# Економіка Івано-Франківської області
Основними галузями економіки області є промисловість, сільське господарство, туризм, будівництво, транспорт і зв’язок. 
Валовий регіональний продукт у 2007 році становив 13916 млн грн., частка від загальнодержавного — 2,1%.
Область входить в число найбільш промислово розвинених областей західного регіону України і серед п'яти областей західного регіону посідає друге місце. Входить до Карпатського економічного району України. Основні види промислової діяльності — виробництво електроенергії, хімічне і нафтохімічне виробництво, деревообробка, харчова промисловість, виробництво будматеріалів, машинобудування, видобування енергетичних матеріалів тощо.
Структура господарства області — індустріально-аграрна.

## Характеристика економіки області
Основна частина промислового потенціалу зосереджена в передгірній зоні в містах Калуші, Надвірній, Долині. Для промисловості характерний надзвичайно високий рівень спеціалізації: на долю електроенергетики приходиться біля третини загального випуску продукції промисловості. При цьому практично весь обсяг приходиться на одне підприємство — Бурштинську ТЕС, яка є одним із найпотужніших експортерів на Івано-Франківщині та найбільшою на заході України. Також ведучими секторами промисловості є нафтогазовий комплекс (ВАТ «Нафтохімік Прикарпаття») і хімічна промисловість (ТОВ «Карпатнафтохім»). З інших галузей можна виділити харчову промисловість, промисловість будівельних матеріалів, лісовий комплекс, машинобудування і легку промисловість.
У товарній структурі сільськогосподарського виробництва трохи вище частка тваринництва, що спеціалізується на м’ясо-молочному виробництві, а рослинництва — на вирощуванні зернових, цукрових буряків і картоплі. Характерним для економіки області залишається домінуюча частка проміжного споживання над виробництвом валової доданої вартості у випуску товарів та послуг. Починаючи з 2004 року, частка проміжного споживання почала знижуватися з 59,7% до 56,7% у 2006 році, що вказує на збільшення ефективності виробництва в області.
На загальнодержавному рівні область характеризується недостатнім промисловим виробництвом: її частка становить лише 1,6% (у 2007 році). У державному поділі праці область вирізняється виробництвом деревини — 16,6% загального обсягу реалізованої промислової продукції. Від 3,2% до 4,5% реалізованої промислової продукції забезпечує область у легкій, нафтопереробній, хімічній та нафтохімічній промисловості, виробництві неметалевих мінеральних виробів.
Провідна роль в економіці області належить промисловості, яка характеризується недостатнім рівнем промислового виробництва. На території, що займає 2,3% площі України та проживає 3 відсотки населення України виробляється лише 1,6% промислової продукції. 
З регіональної точки зору промисловість є однією з провідних галузей економіки. Її внесок у створення валової доданої вартості становить 36,9% (частка Івано-Франківщини у валовій доданій вартості в промисловості держави становить 2,2%). Майже 65% продукції промисловості у 2008 році припадало на обробну промисловість, в якій переважала продукція харчової промисловості, виробництва деревини та виробів з неї, хімічної та нафтохімічної галузі, виробництва інших неметалевих виробів (будматеріалів, скловиробів). В той же час спостерігається недостатній рівень целюлозно-паперового виробництва, для розвитку якого є місцева сировинна база.
До негативних тенденцій розвитку промисловості області на сучасному етапі відносяться:
- високий ступінь залежності роботи окремих галузей від поставок давальницької сировини (енергетичні матеріали, нафта та продукти її перегонки, легка промисловість);
- погіршення галузевої структури промислового виробництва та критичне зменшення питомої ваги галузей, які створюють значну додану вартість;
- низька частка машинобудування (3,5% у 2008 році), яке є основою інноваційного розвитку, в загальному обсязі реалізованої продукції промисловості (хоча питома вага переробної промисловості — 66,7%);
- невисокі темпи оновлення технікотехнологічної бази та високий рівень зношеності основних засобів;
- неефективна фінансова діяльність промислових підприємств, зокрема, високий рівень збиткових промислових підприємств та низька рентабельність їх операційної діяльності.

До потенційних переваг промисловості регіону можна віднести: розвинену виробничу базу та науково-технічну інфраструктуру, значну частку інвестиційно-спроможних галузей, великі запаси мінерально-сировинних ресурсів, вигідне географічне положення, а також спроможність виробничих підприємств виготовляти продукцію кінцевого споживання, високий рівень конкурентоспроможності продукції нафтохімічної, деревообробної, легкої та машинобудівної промисловості

### Діяльність малих підприємств

Розвиток туризму на Івано-Франківщині

Малими підприємствами відповідно до Закону України "Про внесення змін до деяких законодавчих актів України з питань регулювання підприємницької діяльності" від 18.09.08 №523-VI визнаються підприємства (незалежно від форми власності), в яких середньооблікова чисельність працюючих за звітний (фінансовий) рік не перевищує п’ятидесяти осіб, а обсяг валового доходу від реалізації продукції (робіт, послуг) за цей період не перевищує сімдесяти мільйонів гривень.
На початок 2010 року у сфері малого підприємництва працює 136,1 тис. осіб, що становить 24,9% від всього населення у працездатному віці. Частка виробленої ними продукції від її загальнообласних обсягів виробництва становить 21,5%. Якщо у 2008 р. до бюджетів всіх рівнів суб’єктами малого підприємництва було сплачено 284,3 млн грн., або 7,8% від загальнообласних надходжень, то у 2009р. — 376,1 млн грн., або 16,2% від усіх таких платежів.
В області активно працює Регіональний фонд підтримки підприємництва, яким у 2009 році надано пільгові кредити 11 суб'єктам малого підприємництва на суму 1300,0 тис. грн., що сприяло створенню та збереженню 124 робочих місць (у 2008р. — 15 кредитів на суму 1571,8 тис. грн.). В області створені та діють 19 дозвільних і 18 бізнес-центрів, якими у 2009 р. здійснено 2800 консультацій, проведено 29 семінарів, надано допомогу підприємцям при розробці 283 бізнес-планів. На підтримку діяльності бізнес-центрів, дозвільних офісів з районних та міських бюджетів використано 140,5 тис. грн. На базі громадського центру “Ділові ініціативи” продовжує працювати інформаційна служба для підприємців “Гаряча лінія”, де суб’єкт звернення може отримати роз’яснення з окремих положень регуляторних актів та їх чинності (у 2009 році — понад 4000 консультацій).
Ведеться електронний реєстр вільних виробничих площ, що розташовані на території районів і міст, конкретних промислових підприємств і пропонуються для продажу чи оренди. Протягом 2009 року райдержадміністраціями та міськвиконкомами передано суб'єктам підприємницької діяльності в оренду 306,8 тис. м² виробничих і пов’язаних з ними площ, у власність — 147,6 тис. м². 
На вебсторінці облдержадміністрації розміщено електронний реєстр діючих регуляторних актів облдержадміністрації. Зазначена автоматизована система накопичує, систематизує та підтримує електронні тексти регуляторних актів, звітів про відстеження їх результативності у контрольному стані з врахуванням змін і доповнень.  
Вася Олексюк.
| | 2006   | 2007   | 2008   |
| --- | ------ | ------ | ------ |
| Кількість малих підприємств на 10 000 осіб наявного населення1 (одиниць) | 57     | 58     | 54     |
| Кількість зайнятих2 працівників малих підприємств1 (тис. осіб) | 44,9   | 43,5   | 43,4   |
| Обсяги реалізованої продукції (робіт, послуг) малих підприємств1 млн грн. | 3796,4 | 4722,4 | 5403,9 |
| у % до загального обсягу реалізації відповідного регіону | 17,4   | 21,8   | 21,5   |
| 1 Тут і надалі дані наведено без банків та фермерських господарств; без урахування зміни підприємствами основного виду діяльності у 2008 році. 2 Включаючи штатних, позаштатних та неоплачуваних (власників, засновників підприємства та членів їх сімей) працівників |        |        |        |

|                                                                                     | 2006 | 2007 | 2008 |
| ----------------------------------------------------------------------------------- | ---- | ---- | ---- |
| сільське господарство, мисливство, лісове господарство                              | 1,6  | 1,7  | 2,0  |
| промисловість                                                                       | 12,9 | 12,5 | 12,7 |
| будівництво                                                                         | 8,7  | 11,7 | 15,3 |
| торгівля; ремонт автомобілів, побутових виробів та предметів особистого вжитку      | 66,1 | 61,8 | 56,8 |
| діяльність готелів та ресторанів                                                    | 0,9  | 0,8  | 0,8  |
| діяльність транспорту та зв’язку                                                    | 2,3  | 2,6  | 2,8  |
| операції з нерухомим майном, оренда, інжиніринг та надання послуг підприємцям       | 5,2  | 6,3  | 6,4  |
| надання комунальних та індивідуальних послуг; діяльність у сфері культури та спорту | 0,8  | 0,8  | 0,8  |
| 1дані наведено без банків та фермерських господарств;                               |      |      |      |

### Природно-Ресурсний Потенціал
|    | Сорт, марка корисної копалини                                        | Кількість родовищ |               |
|    |                                                                      | Всього            | Розроблюється |
|    | ГОРЮЧІ КОРИСНІ КОПАЛИНИ                                              |                   |               |
|    | Газоподібні корисні копалини                                         |                   |               |
| 1  | Газ природний Вільний+газова шапка                                   | 26                | 19            |
|    | Від всього в Україні, %                                              | 12,14             | 11,24         |
|    | Розчинений                                                           | 251               | 181           |
|    | Від всього в Україні, %                                              | 17,61             | 16,67         |
|    | Рідкі корисні копалини                                               |                   |               |
| 2  | Нафта                                                                | 28                | 18            |
|    | Від всього в Україні, %                                              | 18,06             | 16,98         |
|    | Конденсат                                                            |                   |               |
| 3  | Конденсат                                                            | 111               | 81            |
|    | Від всього в Україні, %                                              | 5,09              | 5,93          |
|    | Тверді корисні копалини                                              |                   |               |
| 4  | Торф                                                                 | 28                | 3             |
|    | Від всього в Україні, %                                              | 2,59              | 1,57          |
|    | НЕМЕТАЛІЧНІ КОРИСНІ КОПАЛИНИ                                         |                   |               |
|    | Гірничохімічні корисні копалини                                      |                   |               |
| 5  | Сіль кухонна Кам'яна                                                 | 3                 | 2             |
|    | Від всього в Україні, %                                              | 21,43             | 18,18         |
| 6  | Сіль калійна Сульфатні (сірчанокислі) солі (сирі солі, тис.т)        | 4                 | 1             |
|    | Від всього в Україні, %                                              | 30,77             | 50,0          |
| 7  | Сіль магнієва Сирчанокислі солі (сирі солі)                          | 11                | 11            |
|    | Від всього в Україні, %                                              | 25,00             | 33,33         |
| 8  | Сировина для вапнування Вапняк кислих ґрунтів                        | 1                 | 1             |
|    | Від всього в Україні, %                                              | 3,03              | 12,5          |
| 9  | Сировина карбонатна для цукрової промисловості                       | 2                 | 2             |
|    | Від всього в Україні, %                                              | 14,29             | 28,57         |
| 10 | Сірка Сірка самородна (руда, тис. т)                                 | 4                 | 0             |
|    | Від всього в Україні, %                                              | 30,77             | 0             |
|    | Гірничорудні корисні копалини                                        |                   |               |
| 11 | Озокерит                                                             | 2                 | 0             |
|    | Від всього в Україні, %                                              | 66,67             | 0             |
| 12 | Родоніт                                                              | 1                 | 0             |
|    | Від всього в Україні, %                                              | 100,0             | 0             |
|    | Будівельні корисні копалини                                          |                   |               |
| 13 | Сировина цементна                                                    | 3                 | 2             |
|    | Від всього в Україні, %                                              | 6,98              | 11,54         |
| 14 | Сировина карбонатна для випалювання на вапно                         | 7                 | 0             |
|    | Від всього в Україні, %                                              | 7,37              | 0             |
| 15 | Гіпс та ангідрит                                                     | 10                | 1             |
|    | Від всього в Україні, %                                              | 24,39             | 5,0           |
| 16 | Пісок будівельний                                                    | 8                 | 7             |
|    | Від всього в Україні, %                                              | 1,63              | 4,07          |
| 17 | Суміш піщано-гравійна                                                | 15                | 3             |
|    | Від всього в Україні, %                                              | 28,85             | 20,0          |
| 18 | Камінь облицювальний                                                 | 2                 | 1             |
|    | Від всього в Україні, %                                              | 0,97              | 0,79          |
| 19 | Камінь будівельний                                                   | 11+21             | 7+21          |
|    | Від всього в Україні, %                                              | 1,62              | 2,07          |
| 20 | Камінь пиляний                                                       | 1                 | 0             |
|    | Від всього в Україні, %                                              | 0,51              | 0             |
| 21 | Сировина керамзитова                                                 | 3                 | 0             |
|    | Від всього в Україні, %                                              | 5,36              | 0             |
| 22 | Сировина цегельно-черепична                                          | 83+21             | 23+11         |
|    | Від всього в Україні, %                                              | 4,48              | 5,49          |
|    | 1 Об’єкти обліку запасів, які входять до складу комплексних родовищ. |                   |               |

## Паливно-енергетичний комплекс

Географічна структура видобутку нафти в Україні

Гіганти нафтогазового та енергетичного комплексу — «Прикарпаттрансгаз», Бурштинська ТЕС, НГДУ ВАТ «Укрнафта»
Енергозабезпечення економіки і соціальної сфери області здійснюється за рахунок постачання основної частки паливних ресурсів з інших регіонів України, видобутку вуглеводневих і виробництва електричної та теплової енергії безпосередньо в регіоні.
Паливно-енергетичний комплекс області включає 14 провідних підприємств, які забезпечують видобуток, транспортування і переробку нафти і газу,виробництво та розподіл електроенергії. Питома вага продукції, виробленої у комплексі, становить майже 40 відсотків загальнообласного виробництва.
Майже 14% промислового виробництва області становить частка Бурштинської ТЕС ВАТ «Західенерго», де встановлено 12 енергоблоків загальною потужністю 2300 МВт. Остання відокремлена від об'єднаної енергосистеми України і працює паралельно з об'єднаною енергетичною системою Європи. 
Протягом 2002—2005 років спостерігалася позитивна динаміка обсягів виробництва електроенергії. Разом з тим, у 2006—2007 роках відбувся деякий спад, що зумовлено об'єктивними причинами — потребами зовнішнього ринку електро-енергії.
Основними споживачами енергетичних ресурсів області є електроенергетика, хімічна та нафтохімічна промисловість, а також житлово-комунальний сектор регіону.
Основною метою розвитку нафтогазовидобувної галузі є нарощування ресурсної бази вуглеводнів шляхом проведення пошуково-розвідувального буріння на нових перспективних площах та родовищах. Вже сьогодні проводиться розвідувальне буріння на трьох перспективних площах нафти і газу. Також в рамках реалізації спільної діяльності ДП «Богородчанинафтогаз» з шведською компані-
єю «Свенська Капітал Ойл» проводять геологорозвідувальні роботи на Кубаш-Луквинському родовищі.
Проблеми енергозабезпечення регіону визначаються, в першу чергу, необхідністю модернізації технологій із видобутку та переробки вуглеводневих. Також, важливим чинником, який впливає на зниження конкурентоспроможності видобутку енергоносіїв в Карпатському регіоні залишається високій ступінь зношеності основних виробничих фондів нафтогазовидобувних підприємств, які розташовані на території області.
На території області у 2009 році збудовано та реконструйовано ще ряд об’єктів, серед яких: мала ГЕС (на 1,2 тис. кВт), 6 нафтових і 2 газових свердловини,

### Нафтогазовий комплекс
Зважаючи на наявність природних ресурсів, нафтогазовий комплекс займає одне з провідних місць в області. Це також стало передумовою для створення в області закінченого циклу виробництва: буріння свердловин, видобуток і переробка нафти та газу, їх транспортування та постачання.
Відрахування до Державного бюджету лише рентної плати за нафту, газ та газовий конденсат, що видобуваються в області, у 2006 р. склали 427,4 млн грн., у 2007 р. — 628,4 млн грн., у 2008 р. — 705,4 млн грн. Прогноз на 2009 р. — 332,8 млн грн. Однак місцеві бюджети області від зазначених платежів не отримують жодної копійки.
|                          | 2000  | 2001  | 2002  | 2003  | 2004  | 2005  |
| ------------------------ | ----- | ----- | ----- | ----- | ----- | ----- |
| Нафта сира, тис. Т       | 471,3 | 476   | 480,9 | 505,9 | 511,3 | 524,5 |
| Газ природний, млн куб.м | 320,3 | 324,9 | 327,5 | 340,6 | 366   | 382,3 |

Разом з тим, якщо взяти для порівняння рівень видобутку енергетичних матеріалів на початку 90-х років двадцятого століття, то сьогоднішній рівень досягає лише близько його половини. Для прикладу, в 1985 році було видобуто 983,8 тис. тонни нафти та 996,2 млн м³ газу, в 1990 році – 701 тис. тонн нафти та 834,2 млн м³ газу. Це викликано тим, що практично всі родовища нафти і газу в області характеризуються ускладненими геологічними та технологічними умовами експлуатації та перебувають в завершальній стадії розробки, що обумовлює обводнення свердловин та подальшу їх ліквідацію. Крім того, причиною зменшення видобутку є зменшення обсягів пошуково-розвідувального та експлуатаційного буріння, які в період з 1990
року скоротилися більше ніж у 2,5 раза.
Суттєве покращення нафтогазовидобутку в області, в першу чергу, залежить від продовження геологорозвідувальних робіт, з одночасним збільшенням їх ефективності.
На глибинах до 4 тисяч метрів українські газові родовища вже майже повністю вироблені. На Прикарпатті залишилися родовища на глибині понад 6500 метрів, що створює технологічні труднощі для видобутку. Потрібно запроваджувати нові технології буріння. А це вимагає чималих довготривалих інвестицій.

### Електроенергетика
Електроенергетика, як одна із важливих складових промислового комплексу області, забезпечує близько 30% обсягу реалізованої промислової продукції. На теренах Івано-Франківщини щорічно генерується близько 5% загальнодержавного обсягу електроенергії. По співвідношенню між виробленою і спожитою електроенергією область займає статус «донора» – виробництво перевищує споживання. В 2006 році вироблено 9,51 млрд кВт-г. електроенергії, при споживанні 2,49 млрд кВт-г.
Електроенергетичний потенціал області утворює Бурштинська теплова електростанція (одна з найпотужніших в Україні). Бурштинська ТЕС та Калуська ТЕЦ є ключовими учасниками Бурштинського енергоострова, який забезпечує експорт електроенергії до країн-членів ЄС.
Електроенергетика належить до однієї з найважливіших галузей промисловості області, а виробництво електроенергії є базою для розвитку економіки регіону. Саме завдяки цій галузі у значній мірі забезпечується стабільність економіки, формується її конкурентоспроможність на ринку. Однак, в умовах погіршення кон’юнктури ринків, зниження завантаження потужностей, обсяги виробництва скоротилися.  За січень–листопад 2009р. в області вироблено 6854 млн кВт.год. електроенергії, що на 17,9% менше, ніж за січень–листопад минулого року. Виробництво та відпуск теплоенергії  зменшився на 23,2% і становив 1145 тис. Гкал.
На ринку постачання та розподілення електроенергії працює ВАТ «Прикарпаттяобленерго».
Стабільному розвитку підприємств повинно сприяти достатнє інвестиційне забезпечення. У січні–вересні 2009р. у виробництво та розподілення електроенергії вкладено коштів на 7,1% більше, ніж у відповідному періоді попереднього року, тоді як у 2008р. обсяг їх зменшився на 4,5%. Частка підприємств електроенергетики в загальному обсязі інвестицій в основний капітал промисловості склала близько 13%.

## Машинобудівний комплекс
Машинобудівний комплекс області представлений підприємствами з виробництва машин, електричного, електронного, оптичного та транспортного устатковання, потенціал якого складають товариства з обмеженою відповідальністю «Українська побутова техніка», «Завод Техмаш», державне підприємство виробниче об'єднання «Карпати», відкриті акціонерні товариства «Арматурний завод», завод «Промприлад», «Івано-Франківський локомотиворемонтний завод»  та інші.
Внесок підприємств машинобудування у загальний обсяг реалізованої продукції промисловості області становив майже 6% у 2008р.  і 4% у 2007р.
Протягом останніх 6 років у машинобудуванні спостерігалась стійка тенденція до нарощування виробництва, в результаті чого у 2008р. досягнуто приросту на 35,4%. Зросли обсяги у виробництві машин та устатковання на 39,1%, електричного, електронного та оптичного устатковання — на 33,1%, транспортних засобів та устатковання — на 12,3%.
Збільшився випуск пральних машин у 14,2 раза, комплектів проводів для свічок запалювання для двигунів — у 3 рази, кранів козлових мостових пересувних — у 2,2 раза, установок теплообмінних — на 31,6%, проводів та кабелів електричних низьковольтних — на 11,1%, вентилів, кранів, клапанів та подібних виробів — на 7,7%, газомірів — на 5,1%.
Кожне третє машинобудівне підприємство здійснювало інноваційну діяльність. У 2008р. на інноваційні роботи підприємства витратили 41,1 млн грн., що майже на рівні попереднього року. Ними реалізовано 71,4 млн грн. інноваційної продукції, або 9% загального обсягу реалізованої продукції галузі.
За останні роки в області освоєно виробництво низки нових видів продукції, зокрема: трубопровідної арматури в т.ч. і для АЕС на ВАТ «Івано-Франківський арматурний завод»; металоконструкцій для сонячних батарей на ВАТ «Калуський завод будівельних машин» та ВАТ «Пресмаш»; сучасних автоматичних пральних машин торгової марки «Ардо» та «Вірпул» на ТОВ «Українська побутова техніка», а також планується розпочати будівництво заводу по виготовленню сучасних видів морозильників та холодильників; модернізовано та освоєно випуск сучасних типів автомотрис для обслуговування контактної мережі залізниці маніпулятором німецької фірми на ВАТ «Івано-Франківський локомотиворемонтний завод»; освоєно технологію виготовлення електрокабельної продукцію для автомобілів європейського типу на ВО «Карпати». Введено в дію виробництво електроджгутів на ТОВ «Тайко Електронікс Юкрейн Лімітед».
На сучасному етапі головними проблемами розвитку машинобудування області є:
- значна зношеність основних засобів та недостатній рівень інвестицій;
- в зв'язку зі вступом України до СОТ можливе загострення конкуренції на внутрішньому ринку високотехнологічної продукції, що негативно відіб'ється на фінансових результатах та інвестиційних можливостях місцевих високотехнологічних виробництв. Це може призвести до консервації енергоємної структури економіки;
- складне фінансове становище підприємств, збитковість господарської діяльності, нерентабельність випуску близько половини найменувань номенклатури продукції галузі.

## Хімічна та нафтохімічна промисловість
На території Івано-Франківської області виробляється майже 4 відсотки продукції хімічної та нафтохімічної промисловості України (у 2003 році 2,8%). Частка галузі в промисловому виробництві регіону становить понад 13%.
Проте у 2008 році випуск продукції хімічної та нафтохімічної промисловості у порівнянні з 2007 року скоротився на 53,6%. Спад виробництва допущено як у хімічному виробництві на 54%, так і у виробництві гумових та пластмасових виробів — на 34,5%.
В цій галузі виробляється продукція важкого органічного синтезу (етилен, пропілен, бензол, вінілхлорид, поліетилен), хлор, сода каустична, карбамідо-формальдегідні смоли, калійні добрива, аеросил, продукція малотоннажної хімії (барвники синтетичні, хімікати-добавки) лакофарбові та гумовотехнічні вироби.
Хімічна галузь відноситься до інвестиційно-привабливих, експортно-орієнтованих галузей промислового комплексу області та має найвагоміший вплив на зростання виробництва. З початку інвестування в підприємства хімічної та нафтохімічної промисловості іноземними інвесторами внесено 126 млн дол., що становить 32,7 відсотка.
Потенційна місцева перевага — достатньо розвинутий експортний потенціал. Такі продукти як етилен, пропілен, бензол, хлористий вініл, каустична сода у великих обсягах експортуються в Словаччину, Польщу, Італію тощо. Частка продукції хімічної та пов'язаних з нею галузей промисловості в загальному обсязі експорту у 2007 році становила 38,5% і зменшилася у порівнянні з 2006
роком на 2 відсоткові пункти.
Гострою проблемою для підприємств хімічної галузі є:
- технічна та технологічна відсталість, висока енергоємність, які збільшують собівартість продукції, що виробляється, та знижують її якість;
- низький рівень рентабельності виробництва основних підприємств;
- негативний вплив виробництва на екологічну ситуацію в регіоні, ризик утворення карстових воронок, провалів поверхні, засолення ґрунтів та річкових вод у зоні діяльності ДП "Калійний завод". Попри те, що виробництво мінеральних добрив, зокрема калійних, віднесено до одного з пріоритетних напрямів розвитку хімічної промисловості, з боку держави відсутні цілеспрямовані

та системні дії щодо управління процесом підтримки вітчизняних виробників калійних добрив, а також фінансування зазначених видатків. Недофінансування ДП "Калійний завод" унеможливлює вирішення питання утилізації розсолів, близько 10 млн м³ фракції яких накопичено у кар'єрі та хвостосховищі. При прориві дамб цих гідроспоруд розсоли можуть потрапити у водну систему р.Дністер і спричи-
нити екологічну катастрофу європейського масштабу.

## Виробництво будівельних матеріалів
ВАТ Івано-Франківськцемент - одне з провідних українських підприємств будівельної галузі. Контролює майже 45 % українського ринку шиферу і 5 % — цементу.

## Оброблення деревини та виробництво виробів з деревини, крім меблів
Деревообробна промисловість характеризується порівняно високим рівнем розвитку. В загальному промисловому виробництві області її частка становить 8,3% (2007) і в порівнянні з 2003 роком зросла на 1,6 відсоткових пункти.
В області виробляється більше половини загальнодержавного випуску деревоволокнистих, 41,4 відсотків – деревостружкових плит, 7,9 відсотків – деревини уздовж розпиляної чи розколотої.
Обробленням деревини та виробництвом виробів з неї займається 40 великих та середніх підприємств області та більше 300 малих підприємницьких структур, які зосереджені в основному у Надвірній, Вигоді, Брошневі, Ворохті, Верховині, Івано-Франківську.
Протягом останніх років в роботі деревообробної промисловості спостерігається динамічний розвиток, що позначилося на загальних результатах. За 2005—2007 роки щорічний приріст обсягів виробництва продукції становив від 7,9% до 37,0% (у 2008р. — 8,3%).
Основу деревообробної галузі складають три плитні підприємства ТОВ «ЛК Інтерплит Надвірна», Брошнів-Осадська філія ТОВ “Кроно-Україна”, ТОВ “Уніплит”, питома вага яких в обсягах реалізованої промислової продукції становить понад 80 відсотків.
На деревообробних підприємствах активізується робота щодо впровадження ресурсозберігаючих технологій. Зокрема, на ТОВ «Уніплит», ТОВ «Серін», ТОВ «ЦБМ «Осмолода», ПП «Сивуля» встановлено сучасне обладнання, яке дозволяє економити паливно-енергетичні ресурси за рахунок спалювання відходів деревообробного виробництва.
Підприємства з виробництва деревини та виробів з неї є інвестиційно привабливими для іноземного капіталу. Станом на 01.01.2009р. обсяг прямих іноземних інвестицій становив 27,8 млн дол. США, що склало 5,8% в загальнообласному обсязі залучених інвестицій (на 01.01.2008р. відповідно 30,3 млн дол. та 7,9%).
Перевагами підприємств з оброблення деревини та виробництва виробів з неї є розвинутий ринок плитного виробництва, що сприяє залученню інвестицій в галузь та реалізації конкурентоспроможної продукції на внутрішньому і зовнішньому ринках.
З 2006 року запроваджено нову систему реалізації необробленої деревини через аукціони, яка дозволила створити прозорий механізм на ринку деревини та залучити до нього на рівних умовах суб’єктів різних форм власності.
Проблемами розвитку галузі є:
- технічна та технологічна відсталість частини підприємств через знос основних засобів, ступінь якого становить 27,6%;
- недостатнє використання можливості переробки відходів лісопиляння і налагодження виробництва альтернативних видів палива (паливних брикетів та пелет) в гірських районах області.

## Виробництво харчових продуктів, напоїв та тютюнових виробів
Харчова промисловість є важливою ланкою в господарському комплексі Івано-Франківщини. Вона об'єднує сукупність підприємств з виробництва харчових продуктів для забезпечення потреб внутрішнього регіонального і загально-національного ринків. У харчовій промисловості регіону важливе місце займає м'ясна промисловість та виробництво молочних продуктів, також здійснюється розлив лікувальних та столових мінеральних вод.
У 2007 році в регіоні функціонувало 251 підприємство харчової промисловості, що становить 16,4 відсотки від загальної кількості підприємств переробної промисловості. Обсяг реалізованої ними продукції у цьому ж році становив 938 млн грн. або 8,1 відсотка від промислового виробництва в регіоні та 0,9% від загального обсягу продукції харчової промисловості України.
Стабільно, з нарощуванням темпів виробництва, працювали підприємства галузі, починаючи з 2003 року. У 2008 році приріст був найвищий і становив 31,9%.
Для інтегрування в європейську економіку та підвищення конкурентоспроможності продукції підприємства галузі здійснюють її сертифікацію, впроваджуючи системи управління якістю за стандартами ISO 9000.
Проте, підприємства галузі є збитковими, а рентабельність їх операційної діяльності до 2007 року мала від'ємні значення.
Показники інноваційної діяльності в харчовій промисловості засвідчують наявність позитивних тенденцій. Зростає кількість підприємств, які займаються інноваційною діяльністю, а також їх частка в загальній кількості промислових підприємств. Збільшується питома вага інноваційних витрат, які спрямовуються на дослідження і розробки (у 2005 році кошти не витрачалися, у 2006 році – 1,6%, у 2007 році — 29%). Також позитивним є збільшення питомої ваги реалізованої інноваційної продукції харчової промисловості в загальному обсязі реалізованої промислової продукції від 2,8% у 2006 році до 21,9% у 2008 році.
Основною проблемою галузі можна назвати те, що вона базується на основі старих, ще радянських підприємств або невеликих нових переробних підприємств. Останні оснащені застарілим, енергоємним обладнанням, яке експлуатується багато років або вживаним обладнанням, завезеним з Європи, яке морально застаріло (ступінь зносу основних засобів на кінець 2007 року досяг 30,9 відсотків). На таких харчових підприємствах надзвичайно важко досягти світових стандартів з якості та енергоощадності.
Великим ризиком для підприємств харчової промисловості області може стати вступ України до СОТ, оскільки галузь характеризується високим рівнем енергоємності і низьким рівнем доданої вартості. Це може призвести до витіснення неконкурентоспроможної вітчизняної продукції з внутрішнього ринку, спричинити скорочення виробництва та знизити можливість виробництва нових видів продукції. Найефективнішою допомогою для харчового сектора є адаптація його до вимог законодавства ЄС щодо гігієни та якості (особливо молочної і м'ясної галузі). При тому, що область має серйозні можливості по нарощуванню випуску якісної та екологічно-чистої харчової продукції, вона отримає нездоланий бар'єр по експорту цієї продукції через відсутність на підприємствах системи НАССР, як обов'язкового атрибуту західних харчових виробництв.
В харчову промисловість практично не надходять гроші закордонних інвесторів. Прямі іноземні інвестиції на кінець 2006 року в галузь становили 3,2 млн дол., або 1,7% від їх загального обсягу, на кінець 2007 року відповідно 3,8 млн дол. та 1%, на кінець 2008 року — відповідно 4,0 млн дол. та 0,8%.

## Легка промисловість
На території Івано-Франківської області розміщено 141 підприємство — юридична особа легкої промисловості, на яких працює 3,6 тис. штатних працівників.
Частка Івано-Франківщини в обсягах реалізованої продукції легкої промисловості України становить близько 5%. Серед областей Західного регіону по даному показнику область посідає одне із провідних місць.
Внесок підприємств галузі в загальний доробок промисловості області становить: 3% обсягів реалізованої продукції, 6% — зайнятих працівників, близько 1% — обсягу капітальних вкладень та вартості основних фондів.
Починаючи з 2003 року на підприємствах легкої промисловості спостерігалася позитивна динаміка виробництва, внаслідок чого випуск продукції у 2007 році проти попереднього року збільшився на 17,1%, а проти 2000 року — на 66,2%. Проте у 2008 році у порівнянні з 2007 року відбувся спад на 12,2%.
Проте для досягнення достатнього рівня конкурентоспроможності продукції за якістю та ціною необхідні оновлення та заміна основних засобів, машин та обладнання на більш високопродуктивні. Ступінь зносу у легкій промисловості становить 36 відсотків (в цілому по промисловості основні засоби спрацьовані на 61%).
Інноваційною діяльністю у 2008 році займалося 24% загальної кількості промислових підприємств галузі. В останні роки зростають обсяги інноваційних витрат , 96,5% яких спрямовувалися в придбання машин, обладнання, програмного забезпечення.
Результатом впровадження інноваційних заходів стало надходження на ринок інноваційної продукції, частка якої в загальному обсязі реалізованої продукції підприємств легкої промисловості склала у 2008 році 4,4%. Серед промислових підприємств за обсягами освоєного капіталу підприємства легкої промисловості посідають третє місце, поступаючись підприємствам хімічної та нафтохімічної промисловості, а також оброблення деревини та виробів з деревини (крім меблів). В загальнообласному обсязі іноземних інвестицій
частка підприємств галузі становить 6 відсотків і у порівнянні з попередніми роками має тенденцію до зниження.
Проблемою галузі є запровадження схеми роботи підприємств на давальницькій сировині, яка не сприяє зміцненню їх фінансового становища, тому що створений прибуток не залишається на підприємстві, вітчизняний ринок не наповнюється товарами легкої промисловості.
Підприємства галузі працюють нерентабельно, майже кожне п’яте підприємство — збиткове. Виробничі потужності підприємств завантажені частково, більшість з них працює в однозмінному режимі. Перевагами галузі є висока ліквідність продукції і швидкий обіг виробничо-
го циклу, низький порівняно з іншими галузями рівень енергоємності.

## Загальні економічні індикатори
1. Валовий обласний продукт (млн грн.)
2. Валовий обласний продукт з розрахунку на 1 особу
3. Доходи / видатки бюджету області (млн грн.)
4. Кількість суб'єктів ЄДРПО України,
5. т. ч. включених до ЄДРПО та виключених з нього протягом року
6. Кількість підприємств - суб'єктів підприємницької діяльності
7. Кількість фізичних осіб, зайнятих підприємницькою діяльністю
8. Наявність основних засобів / рівень їх зносу (млн грн. / %)
9. Обсяги промислової продукції, млн грн.
10. Обсяги продукції сільського господарства, млн грн.
11. Обсяги будівельних робіт, млн грн.
12. Оборот роздрібної торгівлі, млн грн..
13. Обсяги споживання паливно-енергетичних ресурсів у розрахунку на 1 гривню валової доданої вартості
14. Чисельність населення на кінець року (тис. осіб)
15. Коефіцієнти народжуваності, смертності та природного приросту
16. Середньомісячна номінальна заробітна плата найманих працівників (грн.)
17. Інвестиції в основний капітал, в т. ч. іноземні (млн грн.)
18. Зайнятість населення,%

### Зовнішньоекономічна діяльність: експорт / імпорт (млн дол.)
Обсяги імпорт та експорту товарів в млн доларів США 
|                           | 2000  | 2001  | 2002  | 2003  | 2004  | 2005  | 2006  | 2007   | 2008  | 2021 |
| ------------------------- | ----- | ----- | ----- | ----- | ----- | ----- | ----- | ------ | ----- | ---- |
| Експорт (млн доларів США) | 191.5 | 307.1 | 392.8 | 680.7 | 867.3 | 813.5 | 885.8 | 1005.4 | 721.7 | 1165 |
| Імпорт (млн доларів США)  | 132.8 | 198.8 | 255.3 | 365.5 | 477.1 | 573.6 | 757   | 789    | 726.4 | 995  |

### Індикатори розвитку туристично-рекреаційного комплексу
1. Обсяг туристичних послуг (тис. грн.)
2. Кількість туристів (тис. осіб)
3. Кількість закладів розміщення:
  1. туристичні комплекси
  2. готелі
  3. приватні садиби
4. Кількість санаторіїв (одиниць)
5. Кількість баз відпочинку (одиниць)
6. Кількість осіб, оздоровлених у санаторіях та закладах відпочинку (тис.)
7. Інвестиції в основний капітал туристичної інфраструктури в т.ч. іноземні (тис. грн.)
8. Кількість працівників галузі (тис. осіб)

### Індикатори розвитку сільського господарства і переробної промисловості
1. Обсяги реалізованої продукції (млн грн.)
2. Площа сільгоспугідь у використанні (га)
3. Інвестиції в основний капітал галузі, в т.ч. іноземні (тис. грн.)
4. Кількість працівників галузі (тис. осіб)
5. Середня заробітна плата в галузі (грн.)

### Індикатори розвитку лісового господарства та деревообробного комплексу
1. Обсяги реалізованої продукції (тис. грн.)
2. Обсяги заготовленої деревини (м³)
3. Інвестиції в основний капітал галузі, в т.ч. іноземні (тис. грн.)
4. Кількість працівників галузі (тис. осіб)
5. Середня заробітна плата в галузі (грн.)

### Індикатори розвитку легкої промисловості
1. Обсяги реалізованої продукції (тис. грн.)
2. Інвестиції в основний капітал галузі, в т.ч. іноземні (тис. грн.)
3. Кількість працівників галузі (тис. осіб)
4. Середня заробітна плата в галузі (грн.)

### Індикатори розвитку виробничо-промислового комплексу області

#### Паливно-енергетичний та нафтохімічний кластер
1. Обсяги реалізованої продукції (тис. грн.)
2. Інвестиції в основний капітал галузі, в т.ч. іноземні (тис. грн.)
3. Кількість працівників галузі (тис. осіб)
4. Середня заробітна плата в галузі (грн.)

#### Машинобудівна та ін. галузі
1. Обсяги реалізованої продукції (тис. грн.)
2. Інвестиції в основний капітал галузі, в т.ч. іноземні (тис. грн.)
3. Кількість працівників галузі (тис. осіб)
4. Середня заробітна плата в галузі (грн.)

### Індикатори розвитку інфраструктури області
1. Кількість бірж (одиниць)
2. Наявність шляхів сполучення з твердим покриттям (км/км²)
3. Перевезення вантажів/пасажирів всіма видами транспорту: в т.ч. за видами транспорту:
  - залізничний (млн тон / млн осіб)
  - автомобільний (млн тон / млн осіб)
  - авіаційний (млн тон / млн осіб)
4. Кількість телефонів на 100 домогосподарств (міських, сільських)
5. Введення в експлуатацію сучасних систем зв'язку
6. Кількість користувачів мережі Internet (тис.)

### Індикатори розвитку підприємництва
1. Кількість малих підприємств на 10 тис. населення
2. Частка малих підприємств у загальній кількості:
  - підприємств (%)
  - найманих працівників (%)
  - реалізованої продукції (%)
  - надходжень до бюджету (%)
3. Кількість суб’єктів ринку фінансових послуг (фонди підтримки, кредитні спілки тощо)
4. Кількість суб’єктів інфраструктури розвитку підприємництва (бізнес-центри, інкубатори тощо)

### Індикатори розвитку людських ресурсів
1. Кількість населення в області (тис. осіб)
2. Середня тривалість життя (років)
3. Народжуваність/смертність
4. Середньомісячний рівень доходів (тис. грн.)
5. Кількість лікарів на 1 мешканця
6. Житлові умови (м²/на 1 мешканця)
7. Житлове будівництво (тис. м²)
8. Кількість загальноосвітніх навчальних закладів (одиниць)
9. Кількість учнів (тис. осіб)
10. Кількість вищих навчальних закладів (одиниць)
11. Кількість студентів всіх форм навчання (тис. осіб)
12. Кількість професійно-технічних закладів освіти (одиниць)
13. Кількість підготовлених професійно-технічними закладами освіти кваліфікованих робітників (тис. осіб)
14. Кількість осіб, які мають середню та вищу освіту (тис. осіб)
15. Підготовка аспірантів/докторантів (осіб)
16. Чисельність наукових кадрів вищої кваліфікації (осіб)
17. Кількість закладів культури (клубів, бібліотек, музеїв тощо)
18. Кількість працівників культури (тис. осіб)

### Індикатори охорони навколишнього природного середовища та екологічної безпеки
1. Обсяг токсичних відходів та викидів в атмосферне повітря (тис. тон)
2. Обсяг знешкоджених токсичних відходів та викидів в атмосферне повітря (тис. тон)
3. Скиди водних стоків (тис. тон)
4. Об'єм очищених стічних вод (тис. тон)
5. Кількість полігонів (одиниць) і річні обсяги захоронень твердих побутових відходів, (тис.тон)
6. Обсяг переробки та утилізації відходів (тис. тон)
7. Введення в експлуатацію природоохоронних об’єктів (тис. грн.)
8. Обсяг інвестицій в основний капітал на охорону навколишнього природного середовища (тис. грн.)
9. Кількість / площа заповідних територій (км²)

## Виноски
1. ↑  http://stat.if.ukrtel.net/EX_IN/T2.HTM%5Bнедоступне+посилання+з+липня+2019%5D
2. 1 2 3  Статистичний збірник Регіони України 2009 частина 1
3. ↑   [Архівовано 24 травня 2011 у Wayback Machine.] Стратегія економічного і соціального розвитку Івано-Франківської області до 2015 року
4. ↑   [Архівовано 15 травня 2009 у Wayback Machine.] Галицький Кореспондент - Газова залежність
5. ↑  Дослідження кон'юктури ринків електроенергії Західного регіону[недоступне посилання з липня 2019]
6. ↑  [недоступне посилання з липня 2019] Головне управління статистики в Івано-Франківській області. До  Дня  енергетика  http://stat.if.ukrtel.net [Архівовано 13 серпня 2010 у Wayback Machine.]
7. ↑  [недоступне посилання з липня 2019] Головне управління статистики в Івано-Франківській області. До Дня машинобудівника  http://stat.if.ukrtel.net [Архівовано 13 серпня 2010 у Wayback Machine.]